# Каменица (притока Западне Мораве)
Каменица је река у западној Србији, лева притока Западне Мораве. Настаје у Тометином пољу, на јужним падинама Дивчибара од Беле и Црне Каменице. Улива се у Западну Мораву узводно од Чачка, нешто после Овчарско-Кабларске клисуре.